# Hyalarcta tenuis
Hyalarcta tenuis är en fjärilsart som beskrevs av Eduard Rosenstock 1885. Hyalarcta tenuis ingår i släktet Hyalarcta och familjen säckspinnare. Inga underarter finns listade i Catalogue of Life.